# Lorenzo Constans
Lorenzo Leocadio Constans Gorri (10 de julio de 1950) es un constructor civil, empresario y dirigente gremial chileno-español, expresidente de la Confederación de la Producción y del Comercio (CPC), la principal organización empresarial de su país.
Estudió en el Instituto Miguel León Prado de la comuna de San Miguel y luego construcción civil en la Universidad de Santiago de Chile, entidades de la capital del país. Posteriormente obtuvo un diplomado es gestión y administración de empresas.
En el ámbito empresarial se ha desempeñado como vicepresidente de la constructora Larraín Prieto Risopatrón, firma dedicada a la edificación para el sector público y privado.
Desempeñó diversos cargos en la Cámara Chilena de la Construcción (CChC), entre los que destacan el de consejero nacional institucional y vicepresidente ejecutivo del Consejo del Área Social (Conas) presidente regional de Valparaíso, director nacional, vicepresidente nacional, director de la Caja de Compensación Los Andes y director de Megasalud.
Asumió la presidencia nacional del ente en 2008, tocándole encarar los graves problemas ocasionados en el sector por el terremoto de febrero de 2010.
En diciembre de 2010 fue elegido líder de la CPC en un proceso en que se alzó como candidato de consenso.
Entre otras actividades anexas se cuenta su nominación como seleccionado nacional de voleibol y su participación en el programa "Construyendo con Seguridad" de UCV Televisión (1994-1996) en Valparaíso, en el que incluso entrevistó al expresidente Ricardo Lagos.
Casado con María Teresa Calvo, es padre de dos hijos.